# The Viking
Pour les articles homonymes, voir Viking (homonymie).
Pour plus de détails, voir Fiche technique et Distribution.
The Viking est un film américano-canadien, réalisé par Varick Frissell et terminé par George Melford, sorti en 1931.
Filmé en décor naturel au Dominion de Terre-Neuve, il est surtout connu pour la catastrophe au cours de laquelle, alors en plein tournage, Varick Frissell et 25 membres de l'équipage et de l'équipe de tournage, perdirent la vie lors d'une explosion accidentelle de dynamite, qui, transportée à bord du Viking était normalement utilisée par les explorateurs pour faire sauter des blocs de glace.
Les images tournées avant la catastrophe ont été utilisées par le réalisateur René Ginet (Vienne, 12 juillet 1896 - Neuilly-sur-Seine, 30 septembre 1971) pour Ceux du Viking, film de fiction (1931 ou 32), avec Daniel Mendaille, Jackie Monnier, André Nox et Pierre Nay.

## Prologue
Premiers cartons : 
Les circonstances exceptionnelles qui entourent cette œuvre nécessitent quelques mots de présentation afin de permettre au spectateur de l'apprécier à sa juste valeur. Ces hommes étaient conscients de mettre leur vie en péril en allant braver la banquise avec les chasseurs de phoques.
Toutes les scènes sont réelles.
Le risque couru pour les réaliser s'est soldé par la plus grande tragédie de l'histoire du cinéma. Par égard pour ces hommes, anonymes ou non, qui se sont dévoués corps et âme à leur métier, le septième art se devait de leur rendre hommage. Quant au téméraire Viking qui servit de navire au tournage et qui n'est plus qu'une épave au fond de l'Atlantique nord, puisse-t-il voguer sereinement dans nos mémoires.

## Synopsis
Sur les côtes de Terre-Neuve, deux hommes aiment la même femme. Tous deux partent en expédition dans l'Arctique pour chasser les phoques à bord du SS Viking.
Premiers cartons : 

Des confins de la planète, les explorateurs nous rappellent la lutte éternelle de l'homme face aux forces de la nature. Mais il reste l'histoire méconnue du SS Viking.
Chaque année, leur quête dans l'empire des phoques les oblige à affronter les champs glacés de l'Arctique.

## Fiche technique
- Titre : The Viking
- Premier titre : White Thunder
- Réalisation : Varick Frissell, terminé par George Melford
- Musique : Roy Webb
- Photo : Maurice Kellerman et Alfred Gandolfi
- Production : Varick Frissell et Roy P. Gates
- Format : Noir et blanc
- Langue : Anglais
- Date de sortie : 1931

## Distribution
- Charles Starrett : Luke Oarum
- Louise Huntington : Mary Joe
- Arthur Vinton : Jed Nelson
- Captain Bob Bartlett : Captain Barker
- Sir Wilfred Grenfell : Conférencier du prologue

## Autour du film
- George Melford achèvera ce film après le décès de Varick Frissell.
- Le Captain Bob Bartlett, explorateur, commandant de vaisseau, auteur et conférencier, a participé à l'expédition menée par Robert Peary pour atteindre le pôle Nord.